# Gaelle Alakame Anzong
Gaelle Alakame Anzong (ur. 3 stycznia 1996) – kameruńska zapaśniczka walcząca w stylu wolnym. Wicemistrzyni Afryki w 2018. Piąta na igrzyskach Wspólnoty Narodów w 2018 roku.